# Saltos ornamentais no Campeonato Mundial de Esportes Aquáticos de 2011 - Trampolim 1 m individual masculino
A prova de trampolim 1 m individual masculino dos saltos ornamentais no Campeonato Mundial de Esportes Aquáticos de 2011 foi realizada entre os dias 16 de julho e 18 de julho no Shanghai Oriental Sports Center em Xangai.

## Calendário
| Fase       | Data        |
| ---------- | ----------- |
| Preliminar | 16 de julho |
| Final      | 18 de julho |

## Medalhistas
| Ouro            | Prata        | Bronze                |
| Li Shixin (CHN) | He Min (CHN) | Pavlo Rozenberg (GER) |

## Resultados
39 saltadores  de 25 nações participaram da prova. Os 12 melhores competidores se classificaram para a final
| Pos.              | Saltador               | Nacionalidade  | Preliminar | Preliminar | Final     | Final |
| Pos.              | Saltador               | Nacionalidade  | Pontos     | Pos.       | Pontos    | Pos.  |
| ----------------- | ---------------------- | -------------- | ---------- | ---------- | --------- | ----- |
| Medalha de ouro   | Li Shixin              | China          | 438.00     | 1          | 463.90    | 1     |
| Medalha de prata  | He Min                 | China          | 432.95     | 2          | 444.00    | 2     |
| Medalha de bronze | Pavlo Rozenberg        | Alemanha       | 385.40     | 6          | 436.50    | 3     |
| 4                 | Chris Colwill          | Estados Unidos | 387.80     | 5          | 427.15    | 4     |
| 5                 | Javier Illana          | Espanha        | 408.45     | 3          | 402.40    | 5     |
| 6                 | Reuben Ross            | Canadá         | 378.50     | 7          | 401.40    | 6     |
| 7                 | Evgeny Kuznetsov       | Rússia         | 378.25     | 8          | 388.10    | 7     |
| 8                 | Andrzej Rzeszutek      | Polónia        | 369.60     | 10         | 368.95    | 8     |
| 9                 | Aaron Fleshner         | Estados Unidos | 373.20     | 9          | 364.60    | 9     |
| 10                | Amund Gismervik        | Noruega        | 362.90     | 12         | 346.65    | 10    |
| 11                | Daniel Islas           | México         | 393.85     | 4          | 307.35    | 11    |
| 12                | Alexander Andersen     | Suécia         | 363.95     | 11         | 282.15    | 12    |
| 16.5              | H09.5                  |                |            |            | 00:55.635 | O     |
| 13                | Oleksandr Gorshkovozov | Ucrânia        | 361.75     | 13         |           |       |
| 14                | Chris Mears            | Reino Unido    | 361.20     | 14         |           |       |
| 15                | Damien Cely            | França         | 352.40     | 15         |           |       |
| 16                | Oleksiy Pryhorov       | Ucrânia        | 352.30     | 16         |           |       |
| 17                | Sebastian Villa        | Colômbia       | 349.30     | 17         |           |       |
| 18                | Stefanos Paparounas    | Grécia         | 347.50     | 18         |           |       |
| 19                | Grant Nel              | Austrália      | 340.85     | 19         |           |       |
| 20                | Alexandros Manos       | Grécia         | 340.50     | 20         |           |       |
| 21                | Matthieu Rosset        | França         | 337.95     | 21         |           |       |
| 22                | Jonathan Jörnfalk      | Suécia         | 335.35     | 22         |           |       |
| 23                | Tommaso Rinaldi        | Itália         | 332.65     | 23         |           |       |
| 24                | Ville Vahtola          | Finlândia      | 321.95     | 24         |           |       |
| 25                | Francois Imbeau Dulac  | Canadá         | 312.95     | 25         |           |       |
| 26                | Andrea Aloisio         | Suíça          | 309.70     | 26         |           |       |
| 27                | Kevin Chavez           | México         | 308.85     | 27         |           |       |
| 28                | Igor Koriakin          | Rússia         | 291.95     | 28         |           |       |
| 29                | Yorick de Bruijn       | Países Baixos  | 288.20     | 29         |           |       |
| 30                | Constantin Blaha       | Áustria        | 287.95     | 30         |           |       |
| 31                | Stephan Feck           | Alemanha       | 283.95     | 31         |           |       |
| 32                | Hamad Saleh            | Kuwait         | 282.55     | 32         |           |       |
| 33                | Jack Laugher           | Reino Unido    | 279.55     | 33         |           |       |
| 34                | Poon Wai Chong Jason   | Hong Kong      | 256.00     | 34         |           |       |
| 35                | Eirik Valheim          | Noruega        | 253.35     | 35         |           |       |
| 36                | Diego Carquin          | Chile          | 250.85     | 36         |           |       |
| 37                | Donato Neglia          | Chile          | 238.55     | 37         |           |       |
| 38                | Luthfi Niko Abdillah   | Indonésia      | 236.20     | 38         |           |       |
| 39                | Chow Ho Wing           | Hong Kong      | 236.10     | 39         |           |       |